# Notarchidae
Notarchidae è una famiglia di molluschi opistobranchi.

## Generi
- Bursatella[1] (de Blainville, 1817)
- Dolabrifera (Gray, 1847)
- Notarchus (Cuvier, 1817)
- Petalifera (Gray, 1847)
- Phyllaplysia (P. Fischer, 1872)
- Stylocheilus (Gould, 1852)